# Álvaro de Bragança

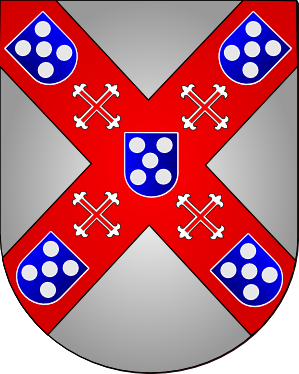
Brasão dos Duques de Cadaval, descendentes de D. Álvaro

Álvaro de Portugal, depois Álvaro de Bragança, por vezes Álvaro de Castro (Ceuta, c. 1440 - Toledo, 1504) foi o quarto filho varão de D. Fernando I, 2.º Duque de Bragança e de sua mulher D. Joana de Castro, 3.ª Senhora de Cadaval e Peral. Foi 4.º Senhor de Cadaval e Peral, 1.º Senhor de Tentúgal, Póvoa e Buarcos, 5º Senhor de Ferreira de Aves jure uxoris, 4.º Senhor de Arega jure uxoris e 2.º Senhor da Quinta de Água de Peixes jure uxoris e 1.° Senhor de Gelves em Castela.

## Vida
D. Álvaro teve um importante papel durante o reinado de D. Afonso V de Portugal, sendo nomeado Chanceler-Mor do Reino a 11 de Agosto de 1475, após a morte de Rui Gomes de Alvarenga em 1475. Tomou parte na expedição organizada pelo rei contra a Coroa de Castela (Guerra de Sucessão de Castela) bem como na viagem que, mais tarde, o mesmo monarca empreendeu até França.

## Casamento e descendência
No seu regresso a Portugal, casou em Évora em 1479 com Filipa de Melo (1460-1516), 5.ª Senhora de Ferreira de Aves, 4.ª Senhora de Arega e 2.ª Senhora da Quinta de Água de Peixes, filha (e rica herdeira) de Rodrigo Afonso de Melo, Conde de Olivença, e de sua mulher Isabel de Meneses, de quem teve dois filhos e quatro filhas: 
- Rodrigo de Melo (1468-1545), 5.º Senhor de Cadaval e Peral, 2.º Senhor de Tentúgal, Póvoa e Buarcos, 6.º Senhor de Ferreira de Aves e 5.º Senhor de Arega, 3.º Senhor da Quinta de Água de Peixes, que veio a ser 1.º Conde de Tentúgal de juro e herdade (por decreto do rei D. Manuel I de Portugal, de 1504) e 1.º Marquês de Ferreira com tratamento de Sobrinho (por decreto do rei D. João III de Portugal, de 1533). Foi o tronco da Casa de Cadaval;
- Jorge Alberto de Portugal y Melo (1470-?), que veio a ser 2.° Senhor e 1.º Conde de Gelves (em Espanha) por Decreto de D. Carlos I de Espanha (Imperador Carlos V);
- Isabel de Castro, Dama da Rainha Isabel I de Castela, casada com o nobre Espanhol Alonso de Sotomayor y Enríquez (1484-1518), 3.º Conde de Belalcázar, 4.º Visconde de la Puebla de Alcocer e 5.º Senhor das Vilas de la Puebla e Errera (1484);
- Beatriz de Vilhena (1483-1535), casada com o Infante Português D. Jorge de Lancastre, 2.º Duque de Coimbra;
- Joana de Vilhena (1486-24 de Julho de 1559), casada com D. Francisco de Portugal, 1.º Conde de Vimioso de juro e herdade;
- Maria de Menezes, casada com D. João da Silva, 2.º Conde de Portalegre.

## Regresso a Portugal
Quando o Rei D. João II de Portugal sucedeu no trono de Portugal, dando início ao seu combate contra a alta aristocracia (nomeadamente os Braganças), D. Álvaro tentou uma aproximação com o rei, embora sem sucesso: o seu irmão mais velho, D. Fernando II, 3.º Duque de Bragança foi executado, os bens da família confiscados e a restante família (incluindo D. Álvaro) foi banida do Reino, tendo-se exilado em Castela.
A rainha Isabel I de Castela outorgou a Álvaro importantes bens na região de Gelves, sendo nomeado Alcaide dos Castelos de Sevilha e Andújar, participando também na conquista do Reino de Granada chefiada pelos Reis Católicos.
Quando D. João II faleceu, Álvaro de Bragança regressou a Portugal, onde o novo rei, D. Manuel I de Portugal, o nomeou como Embaixador especial a Castela para negociar o casamento do Rei com a princesa D. Isabel de Castela. Mais tarde, negociou também o segundo casamento do rei com D. Maria de Castela.
Álvaro de Bragança morreu em Toledo e o seu féretro veio a ser transladado para o Convento de São João Evangelista, em Évora.